# 2003 v hudbě
Tento článek obsahuje události související s hudbou, které proběhly v roce 2003.

## Vzniklé skupiny
- A Day to Remember
- The Academy Is…
- All Time Low
- Arcade Fire
- August Burns Red
- Bloc Party
- The Bravery
- Brown Brigade
- Cansei de Ser Sexy
- The Chariot
- Ch!pz
- Criteria
- Damageplan
- Editors
- The Elected
- Flee the Seen
- The Forces of Evil
- From a Second Story Window
- Glass Piñata
- Giant Drag
- Headlights
- He Is Legend
- Kaiser Chiefs
- Korpiklaani
- Lemon Demon
- Living Things
- The Most Serene Republic
- The Number Twelve Looks Like You
- Parkway Drive
- The Red Jumpsuit Apparatus
- Turmion Kätilöt
- Red Temper
- Rogue Wave
- Saosin
- Serart
- The Subways
- Tapes 'n Tapes
- Velvet Revolver
- Wolf Parade

## Zaniklé skupiny
- Bis
- Carissa's Wierd
- Box Car Racer
- Coal Chamber
- Crazy Town
- Desaparecidos
- The Dismemberment Plan
- Earthsuit
- Five Iron Frenzy
- I Mother Earth
- The Forces of Evil
- The Headstones
- Jets to Brazil
- Lighthouse Family
- Mansun
- The Mighty Mighty Bosstones
- Pantera
- Pitchshifter
- S Club
- Smokey & Miho
- Suede
- Stone Temple Pilots
- TLC
- Transatlantic
- Zwan

## Vydaná alba
- Mescalero – ZZ Top
- Dance of Death – Iron Maiden
- Tour de France Soundtracks – Kraftwerk
- Tubular Bells 2003 – Mike Oldfield
- The Complete Tubular Bells – Mike Oldfield
- Meteora a Collision Course – Linkin Park
- Results May Vary – Limp Bizkit
- Payable on Death – P.O.D.
- The Power to Believe – King Crimson
- EleKtriK: Live in Japan – King Crimson
- St. Anger – Metallica
- Come Alive – Status Praesents
- 5 Tracks – John Cale
- The Cloud Doctrine – Angus MacLise
- HoboSapiens – John Cale
- Bůh má jednu tvář – Komunální odpad
- Vltava tour – Daniel Landa
- Dole v dole – Kabát
- Collide – Skillet
- "No.5" - Morning Musume

## Domácí hity
- „1970“ – Chinaski
- „Pohoda“ – Kabát
- „Prvá“ – No Name
- „Hádej“ – Helena Vondráčková
- „Tajemství“ – Daniel Landa
- „Něžné dotyky“ – Petr Muk
- „Chcem sa Ťa nadýchnuť“ – Team
- „Malotraktorem“ – Mig 21
- „Náhodou“ – Verona
- „Marylin“ – Petr Kotvald
- „Jaký by to bylo“ – Jirka Koběrský
- „Nejšťastnější pár“ – Holki
- „Nikdy to nevzdám“ – Janek Ledecký
- „Vrať se mi zpátky“ – Alice Springs
- „Ruská Máša“ – Michal David
- „Když někoho máš“ – Petr Muk
- „Znamení“ – Divokej Bill
- „Dobrák od kosti“ – Chinaski
- „Láskopad“ – Chinaski
- „Dole v dole“ – Kabát
- „Vltava“ – Daniel Landa
- „Minuty se vlečou“ – Leoš Mareš
- „Miluju“ – Leoš Mareš
- „Vzpomínky zůstanou“ – Holki
- „Nechci tě trápi“ – Black Milk
- „Sedmkrát“ – Black Milk
- „Sweet Little Something“ – Support Lesbiens
- „Závoj mlhy“ – Petr Muk
- „Co nejdýl“ – Verona
- „Panic a panna“ – No Name
- „Šestý smysl“ – Anna K
- „Srdce“ – Lucie
- „Tramvaje“ – Kryštof
- „Let´s Dance“ – Support Lesbiens
- „Tune Da Radio“ – Support Lesbiens
- „Já na tom dělám“ – Ebeni
- „Sirael“ – Aleš Brichta
- „Prsten pánů“ – Petr Rajchert
- „Naoko spím“ – Peha
- „PoHádkách“ – Kryštof
- „Lilie“ – Kečup
- „Obyčejná žena“ – Petr Spálený
- „Tisíc způsobů jak zabít lásku“ – Lenka Filipová
- „Jestli já tě budu mít rád“ – Karel Gott
- „Stíny dvou“ – Karel Gott
- „Nebudeme sedět doma“ – Helena Vondráčková
- „Čert ví proč“ – Zuzana Navarová
- „Rieka“ – Richard Müller
- „Samba King“ – Dan Nekonečný
- „Deja Vu“ – Maxa, Vondráčková

## Zahraniční hity
- „I Hate Everything About You“ – Three Days Grace
- „I Drove All Night“ – Céline Dion
- „She's So High“ – Kurt Nilsen
- „If You Come To Me“ – Atomic Kitten
- „In Da Club“ – 50 Cent
- „Bring Me To Life“ – Evanescence
- „Sedam Dana“ – Karma
- „Chihuahua“ – DJ BoBo
- „Dumb“ – Linkin Park
- „Crazy In Love“ – Beyoncé
- „Lose Yourself“ – Eminem
- „Jogi“ – Panjabi MC
- „Get Busy“ – Sean Paul
- „Feel Good Time“ – Pink
- „Knocking On Heavens Door“ – Avril Lavigne